# La jove ofegada
La jove ofegada (en anglès The Drowning Girl: a memoir») es una novel·la publicada el 2012, de Caitlín R. Kiernan. La història se situa a Providence (Rhode Island) i tracta sobre la seua protagonista i narradora no fiable India Morgan Phelps (també coneguda com a Imp), que és esquizofrènica.

## Sinopsi
Narrada des del punt de vista d'Índia Morgan Phelps, la novel·la explica la precària relació que manté amb la seua companya d'habitació i amant, Abalyn. Conta la seua estranya trobada amb una dona anomenada Eva Canning una nit, a qui troba dempeus nua enmig del camí.
La incapacitat d'Imp per separar la realitat de la fantasia, o la seua capacitat per veure realitats sobrenaturals sobre l'objectivitat, en funció de com es llegeix el text, posa en perill la seua relació amb Abalyn. A mesura que el món que percep Imp esdevé estrany, el seu pensament crític i la seua imaginació semblen separar-se i la seua pròpia vida queda amenaçada.